# Angelique Rockas
Angelique Rockas (1951) è un'attrice sudafricana di origine greca.

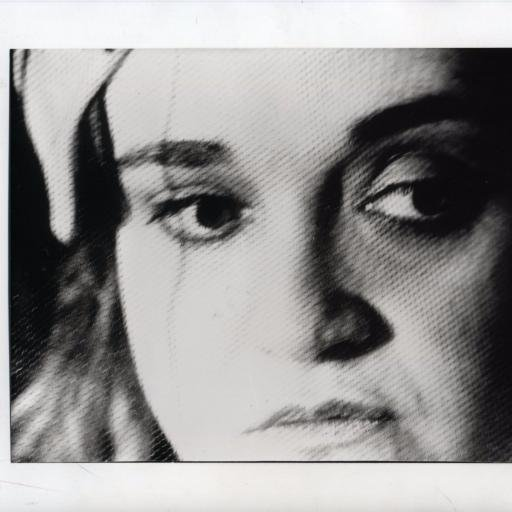
Angelique Rockas, Nereida, film 'Oh Babylon!' di Costas Ferris

Ha sostenuto produzioni teatrali multinazionali e multinazionali a Londra con la sua compagnia teatrale Teatro Internazionale. Athol Fugard e uno dei suoi patroni.

## Educazione
Rockas ha frequentato la ben nota scuola del Convento di San Domenico per le ragazze in Sudafrica, e ha completato i suoi studi di laurea in letteratura e filosofia dell'Università del Witwatersrand. Questo è stato seguito dalla sua formazione presso la scuola di Teatro dell'Università di Città del Capo.

## Carriera d'attrice
Rockas ha iniziato la sua carriera d`attrice nel Teatro Technis di Londra con George Eugeniou. Qui si è esibita Medea (Euripide)   tradotto da Philip Vellacott,
[video: Medea]; Io nel Prometheo legato di Eschilo, e Myrrhine nel Lysistrata di Aristofane.
Ha partecipato a numerosi drammi in inglese e greco, sulla base di questioni politiche e sociali riguardanti la comunità locale di lingua greca./.
La sua prima produzione teatrale era Peccato che sia una puttana (titolo originale: Tis Pity She's a Whore di John Ford (drammaturgo) in cui ha interpretato Annabella,  una performance frequentata da Lindsay Anderson e diretto da allora sconosciuto Declan Donnellan..
I ruoli che Rockas ha suonato con Teatro Internazionale includono Emma nel Il Campo di Griselda Gambaro, 
 La signorina Julie di August Strindberg,
Carmen nel Le Balcon (Il balcone) di Jean Genet, Yvette nel Madre Coraggio e i suoi figli di Bertolt Brecht, Miriam nel In the Bar of a Tokyo Hotel di Tennessee Williams, e Tat'jana nei Nemici di Maksim Gor'kij.
Nel film Rockas ha interpretato Henrietta nel Chi ha paura delle streghe?  di Nicolas Roeg, Nereida nel  Oh Babylon! di Costas Ferris e la donna di manutenzione nel Atmosfera zero  di Peter Hyams..
Nella televisione Rockas è noto per aver interpretato il ruolo principale, la signora Ortiki, nel  Emmones Idees diretto da Thodoros Maragos per la televisione greca ERT1.Video.
.

## Teatro internazionale: le produzioni
- Il balcone di Jean Genet tradotto da Bernard Frechtman (Giugno 1981)[32][33][34]
- la prima produzione britannica di Il Campo di Griselda Gambaro tradotto da William Oliver (Ottobre 1981)[35][36][37]
- Madre Coraggio e i suoi figli di Bertolt Brecht tradotto da Eric Bentley (Marzo 1982)[38][39][40][41]
- la prima produzione britannica di Liolà di Luigi Pirandello diretto e tradotto da Fabio Perselli (luglio 1982)[42] [43][44][45]
- la prima produzione britannica di In the Bar of a Tokyo Hotel di Tennessee Williams (Maggio 1983)[46][47]
- La signorina Julie di August Strindberg tradotto da Michael Meyer (gennaio 1994);[48][49][50][51]
- Nemici di Maksim Gor'kij (marzo 1985) con Anne Pennington.[52][53][54][55][56]

## Archivio
- Bertolt-Brecht-Archiv Akademie der Künste.
- British Library Archivio. URL consultato il 17 luglio 2017 (archiviato dall'url originale il 12 settembre 2019)., Angelique Rockas * BFI. Angeliuqe Rockas Archivio: Corrispondenza con i grandi registi: Elia Kazan, Derek Jarman, Lindsay Anderson, Costas Gavras, e con l'attrice Julie Christie sul progetto cinematografico Yugoslavia / Kosovo
- ARPAD Banca dati ,Centro di classici University of Oxford. Angeliki /Angelique Rockas Medea e Prometheo legato
- University College Dublin (archiviato dall'url originale il 19 novembre 2020).: Indice degli studi Pirandello Vol 3 (1983), Liolà p. 100-102

## Altre attività
Rockas campagne per la giustizia in Grecia. È stata nominata da Adamantia Agnelli dell'Unesco per la CID.